# ウルトラマングラフィティ おいでよ!ウルトラの国
『ウルトラマングラフィティ おいでよ!ウルトラの国』（ウルトラマングラフィティ おいでよウルトラのくに）は、ウルトラマンをギャグアニメ化したOVA。全1巻6話。1990年発売。

## 概要
ファンシー系の『ウルトラマンキッズ』とは一変し、オリジナルの特徴を忠実に再現したキャラクターデザインで、市井で生活するウルトラマンたちの日常を描いている。
本作でデザインされた「ウルトラ文字」は現在でも公式設定としてシリーズで使用されている。
また、厳選した3話のみを収録したビデオも発売されている。

## 登場人物

### ウルトラ一族

#### ウルトラマン一家
ウルトラマン
声 - 田中秀幸
本作の主人公。職業は車のセールス。「モタモタモーターズ」のサラリーマンで販売部販売課第一販売係係長第二補佐という役職だが、事実上のヒラ待遇で営業成績も低い。
元々は地球で活躍したヒーローだったが、現在は誰もヒーローを必要としておらず、第2話でマックンの担任教師のウルトラマン80とその他生徒達の父親の争いに参戦し、原作テレビシリーズと同様のリアル頭身となって彼らを成敗するも、その余波で教室を滅茶苦茶にしてしまう。他の親達や生徒達に怒りの眼指しで見られ、校長のジェロニモンに怒鳴られてしまい、以後も本当に誰もヒーローを必要としていないのかと苦悩し続ける。
毎朝早起きしているものの、トイレが長過ぎるため遅刻するのが日常茶飯事で、家族の大黒柱と言えそうにもない。ナレーター曰く｢うだつの上がらぬダメ男｣。
第1話では前述の通り遅刻し、さらに列車内で他の乗客によって迷惑を被ったり（ピグモンのバナナの皮で転ぶ、メトロン星人に足を踏まれるなど）、転んだダダによってスリの濡れ衣を着せられたり、警官のゼットンに「公園以外の場所で空を飛んではいけない」「無闇やたらと光線技を出してはいけない」と合計21万円もの罰金を支払う羽目になったりと散々な目にあっている。
第3話では実兄のゾフィーが住んでいる実家に帰省するが、元恋人のジラ子と再会して詰め寄られ、さらにゾフィーの長年の夢であったスイカ畑を荒らして彼の怒りを買ってしまい、実家を離れて逃げ帰った。
第5話では後輩であるカネゴンのお見合い相手のウー子に、お見合い相手と誤解されて大ピンチに陥ってしまったが、何とか切り抜けることが出来た。しかしこれと引き換えにバルタン星人とウーが自身らの会社側の信頼を失い、同時にウー子が発生させた雪の中に周りの客と一緒に埋められてしまった。
第6話ではウルトラマンキングの財産相続を決定するパーティーに招待されたが、財産の独り占めを企むニセウルトラマンに縛り上げられ、冷凍庫に閉じ込められてしまう。メグ、マックン、メルに救出され、パーティー会場に何とか到着したが、ニセウルトラマンに罪を擦り付けられ、ウルトラ戦士達によって袋叩きの目に遭う。その後潔白は証明されたものの、袋叩きにされたこともあり、他のウルトラ戦士たちに愛想を尽かした。
タイトルを読み上げる際のスペシウム光線を発射する際の音声に原作テレビシリーズと同様の初代ウルトラマンの掛け声（中曽根雅夫）のものが流用されている。
メグ
声 - 山田栄子
ウルトラマンの妻。家族での宇宙旅行に行きたがっている様子。キャストでは「マーマ」。本編では名前を呼ばれていない。メル同様、赤の色が薄ピンクに近い。食玩「78ばんち通信」ではウルトラメグと呼称されている。
マックン
声 - 三田ゆう子
ウルトラ一家の長男。すくすくスクールに通っている。第2話では遅刻を回避するため、校則違反を犯し廊下を飛び教室の壁を破壊しながらも何とか到着した。同話の授業参観で、父が教室を滅茶苦茶にしたことで大恥をかき、「息子の面目丸つぶれ」と呟く。ニンジンが嫌い。食玩「78ばんち通信」ではウルトラマックンと呼称されている。
メル
声 - 久川綾
ウルトラ一家の長女でマックンの妹。幼稚園に通っている。甘えん坊で無邪気な性格。食玩「78ばんち通信」ではウルトラメルと呼称されている。

#### その他のウルトラ族
ゾフィー
声 - 二又一成
本作ではウルトラマンの実兄という設定。しゃべり方が訛っており、ウルトラマン一家を「おめだず」と呼びかわいがっている。長年の夢であったスイカ畑を完成させ、ウルトラマン一家に「スイカ畑だけは荒らすんでねぇぞ」と見学を許可したが、ウルトラマンとマックンとメルの遊びの余波によって畑は破壊。逃げ帰ろうとしたウルトラマン一家に激怒し牛車で追いかけたが、結局逃げ帰られた。第6話での冒頭のキャラ紹介のワンシーンにも一瞬登場している。ウルトラマンキングの300万歳の誕生パーティーには参加しなかった。
ウルトラセブン
声 - 梅津秀行
大会社の社長。土地成金で、毎月家族で宇宙旅行に出かけている。ウルトラの父曰く「ヤクザまがいの地上げと土地転がしで儲けた」らしい。結婚式では、アイスラッガーをウェディングケーキのナイフ代わりにされて文句を呟いていた。第4話ではウルトラマンに車を売り付けられそうになったが、すでに1カ月前に車両更新済みであったため断った。
ウルトラマンキングの財産相続を決定するパーティーでは「立派に社長までになったこの俺がもらうべき」と主張するが、ウルトラの父に前述の地上げの件を指摘され、「親離れできないガキ」呼ばわりされたタロウに対して「全くその通りだ」と追い打ちをかけてしまい、乱闘に発展。しかし、逃げ出したニセウルトラマンを追っている間に会場に到着した本物のウルトラマンをニセウルトラマンだと誤解し、「あれだけ汚いことをしておきながらまだとぼける気か!?」と責め立てた。だが、ウルトラマンの潔白が証明されたことでウルトラマン一家に愛想を尽かされ、エースやタロウ、レオら他のウルトラ戦士たちと共に慌てて逃げ出した。
食玩「78ばんち通信」には妻のウルトラセリア、息子のウルトラブーン、娘のウルトラセラが登場しているが、アニメには登場していない。
ウルトラマンエース
声 - 小林通孝
職業、小説家。ボツ原稿はヤギに食べさせている。ウルトラマンキングの誕生日パーティーで、彼の大好物である水戸納豆をプレゼントに持ってきた（他の面々はその臭いでひっくり返った）。「自分こそが財産をもらうべき」と主張したタロウに対して「いつまでも親離れできないガキに財産なんか渡せるか！」と怒鳴りつけ、乱闘に発展。しかし、逃げたニセウルトラマンを追っている途中に会場に来た本物のウルトラマンをニセウルトラマンだと誤解し責め立てた。だが、ウルトラマンの潔白が証明されたことでウルトラマン一家に愛想を尽かされ、セブンやタロウ、レオら他のウルトラ戦士たちと共に慌てて逃げ出した。
ウルトラマンタロウ
声 - 塩屋翼
職業は銀行員だが、レオ曰く「親のコネで入社した」らしい。第1話で居酒屋でウルトラマンと酒をあおっており、地球を懐かしんでいた。
ウルトラマンキングの財産相続を決定するパーティーで「自分こそが財産をもらうべきだ」と主張したが、レオやエースに罵倒され、乱闘に発展。しかし、逃げたニセウルトラマンを追っている途中に会場に来た本物のウルトラマンをニセウルトラマンだと誤解し、「恥ずかしくないんですか!?」と責め立てた。だが、ウルトラマンの潔白が証明されたことでウルトラマン一家に愛想を尽かされ、エースやセブン、レオら他のウルトラ戦士たちと共に慌てて逃げ出した。
ウルトラマンレオ
声 - 坂本千夏
職業、流しの歌手。弟のアストラも存在する。ウルトラマンキングの財産相続を決定するパーティーで「自分こそが財産をもらうべき」と主張したタロウと揉めて乱闘に発展。しかし、逃げたニセウルトラマンを追っている途中に会場に来た本物のウルトラマンをニセウルトラマンだと誤解し、彼の「自分に成りすましたニセウルトラマンの仕業」という証言も「よくもそんな見え透いた言い訳を！」と一蹴した。だが、ウルトラマンの潔白が証明されたことでウルトラマン一家に愛想を尽かされ、エースやタロウ、セブンら他のウルトラ戦士たちと共に慌てて逃げ出した。
ウルトラの父
声 - 塩屋浩三
タロウの父で、いつも息子のことを心配している。ウルトラマンキングの財産相続を決定するパーティーでは「立派に社長までになったこの俺がもらうべきだ!!」と主張したセブンを「ヤクザまがいの地上げと土地転がしで儲けたくせに！」と罵倒した。ニセウルトラマンに拘束され遅刻したウルトラマン一家に軽蔑の眼差しを向けていたが、ウルトラマン一家が責められている最中に逃げようとするニセウルトラマンを、ウルトラの母と共に発見した。
ウルトラの母
声 - 坂本千夏
タロウの母で、夫と同じくいつも息子のことを心配している。ウルトラマンキングの財産相続を決定するパーティーでは他のウルトラ戦士ほど自己顕示や欲を出すことはなかったが、ニセウルトラマンに拘束され遅刻したウルトラマン一家に軽蔑の眼差しを向けていた。しかしウルトラマン一家が皆に責められている最中にニセウルトラマンの姿を発見し、これが彼らの潔白を証明する切っ掛けとなった。
ウルトラマン80
声 - 郷里大輔
マックンの担任の教師。真面目で校則に厳しく悪戯ばかりする生徒達を注意しているが、校則破りが蔓延し、毎回必ず自分が悲惨な目にあう。授業参観では生徒らの父親達に文句を言われて逆上し、「私の教育の邪魔をする者はたとえ親でも許さんぞ！」とウルトラオーラを放ち乱闘を引き起こしたが、最終的にウルトラマンに止められた。教室を滅茶苦茶にしたウルトラマンを怒りの眼指しを向けたが、瓦礫が頭部に直撃した。第6話でのウルトラマンキングの300万歳の誕生日パーティーには参加しなかった。
ウルトラマンキング
声 - 二又一成
ウルトラマン一族の伝説的英雄であるが、高齢のためか腕っ節や飛行技術は衰えている模様で、灸師の星人ブニョにお灸を据えてもらっている。
300万歳の誕生日パーティーの主役として登場し、自分の財産を狙って暴れるウルトラマン（ニセウルトラマン）の姿を監視カメラで見て怒り、彼にはびた一文も財産を与えないと決める。逃げ出したニセウルトラマンを追っている間に会場に到着した本物のウルトラマンをニセウルトラマンだと誤解し、「ウルトラの一族ともあろう者が財産を独り占めしようとして暴れまわるとは似ての外だ」と責めた。その後、ニセウルトラマンを発見して洗礼光線で彼の正体を暴いたことで、本物のウルトラマンの潔白は証明されたが、ウルトラマン一家に愛想を尽かされ、他のウルトラ戦士と共に慌てて逃げ出した。葉巻の根性焼きと洗礼光線が必殺技。
ウルトラマンジャック
本編では第6話でセブンが経営する店舗の回想シーンに登場。ウルトラマンキングの300万歳の誕生日パーティーには参加しなかった。
アストラ
レオの弟。第6話で兄の経営する流しの歌手の客として登場。ウルトラマンキングの300万歳の誕生日パーティーには参加しなかった。

### モタモタモーターズの社員
バルタン星人
声 - 塩屋浩三
ウルトラマンの上司であり、モタモタモーターズ第一販売部部長。バル夫の父親。
ウルトラマンは会社では「バルタン部長」、授業参観では「バルタン星人」と呼び分けている。第1話では遅刻したウルトラマンに対し「今何時だと思っているんだね？」とあきれ、「そんなことじゃ、君は一生出世の見込みがないかもな」と嘲笑してウルトラマンを悔し泣きさせた。なお列車の乗客や盆踊りを踊っている別個体も登場。
第4話ではセールスに落ち込んでいたウルトラマンに鼓舞激励した。
「フォッフォッフォッ」という笑い声を発するが、その際には原作テレビシリーズと同様の鳴き声（SE）が使用されている。授業参観では息子のバル夫にマックンの校則違反をばらされたウルトラマン夫妻を笑うなど、少々嫌味な一面もある。校則絡みで80先生が他の父親らに抗議されている最中にバル夫がエレ助に攻撃された時は、エレ助を殴ってバル夫を助けた。そして、すくすくスクール校舎が崩壊した後、メグとマックンを睨み付けつつバル夫と共に帰った。
第5話のカネゴンの結婚式では、ウルトラマンに惚れたウー子の気持ちを考慮し、また、会社側の信頼を損失しないためにもウーと共にウルトラマンと結婚させようとした。しかし彼がウー子との結婚を拒んだため、信頼を失ってしまったと同時にウー子が降らせた雪の中に埋められてしまった。
カネゴン
声 - 小林通孝
ウルトラマンの後輩だが、第1話で彼が遅刻した際に「先輩がいないせいで大変だったんですからね」とあきれるなどあまり尊敬していない様子で、さらにその時に落とした5円玉をウルトラマンに拾わせている。
花嫁を募集しており、泣いている女性に「この世は悲しいことだらけだ。泣くなら僕の胸でお泣き」と慰める毎日を送っているが、相手にされない。貯金が趣味。オープニングでは口から大量の金を放出したが、本編では巨大5円玉一つのみ。すくすくスクールの保護者の別個体も姿を見せている。
第5話で、ウーカンパニーの専務の娘のウー子とお見合いをするが、彼女がウルトラマンに惚れたため、彼女との結婚を絶たれてしまう。そして「僕の立場はどうなるんですか!?」とバルタン星人に抗議するが、ウー子の父に「君はちょっと黙っててくれ、式が終わるまでそこで休んでてくれ！」と雪の中に埋められる。しかしウルトラマンがウー子との結婚を拒んだ際、再び孤独となったウー子に前述のように慰めるも花束で叩かれ、再び雪の中に埋まった。
レッドキング
声 - 坂本千夏
社内のアイドルのOLとして登場。
第1話では遅刻したウルトラマンにあきれ軽蔑するが、第4話で車のセールスに落ち込んでいた彼を激励した。
ギャンゴ
声 - 二又一成
成績は優秀。実家はカキ氷屋。喜ぶと「ギャンゴ〜」と吠えるが、普通に言葉も発する。また、すくすくスクールの保護者としても登場している。ウルトラマンが遅刻したときは他の社員共々あきれ顔を見せた。
スカイドン
声 - 郷里大輔
他の社員と共に姿が確認できる。列車の乗客としても登場。また、すくすくスクールの生徒としても一瞬登場している。いつも寝ぼけた顔をしており、社内でも寝ている姿が見られる。ウルトラマンが遅刻した際は他の社員共々あきれ顔を見せた。動作は鈍く歩行すると地響きが発生し、オープニングでは荷物を抱えたウルトラマンを転倒させた。本編ではキバの色は白だが、オープニングではグレーである。

### すくすくスクールの教員・生徒
ジェロニモン
声 - 梅津秀行
「すくすくスクール」の校長。普段は温和な性格だが、教室を滅茶苦茶にしたウルトラマンに対し「親が学校の規則を破ってどうするんだ！」と怒鳴り付けて、その怒鳴り声はすくすくスクール校舎を崩壊させた。なお、校舎は第4話で元に戻っている。
ピグモン
声 - 塩屋浩三、梅津秀行（第5話のみ）
事務員。生徒達に破壊された壁をよく修理する。第1話では列車内でバナナを食べ、捨てた皮でウルトラマンやダダを転倒させた。第4話でウルトラマンに車を売り付けられそうになったが、運転免許を取得していないため買わなかった。しゃべり方が訛っている。第5話では梅津が声優を担当しており、しゃべり方が異なる。結婚式ではウー子がカネゴンとの結婚を拒否した直後、遅刻したウルトラマンに「私が愛しているのはウルトラマンさんです」と告げた際に驚いた素振りを見せた。
バル夫
声 - 塩屋翼
マックンのクラスメートで、学級委員長。バルタン星人の息子。生徒らの保護者の前でマックン達の校則違反をばらし、自分達からこれ以上違反がないように誓うことを促すなど、父親に似て少々嫌味な性格。ウルトラマン曰く「親子揃ってバルタン星人に頭が上がらない」。その後、校則違反をばらされた一人であるエレ助の電撃で痺れてしまうが、父親に助けられた。食玩「78ばんち通信」ではバルオと呼称されている。
ドラカズ
マックンのクラスメート。ドラコの息子。マックンに続き遅刻を回避するため、校則違反を犯し廊下を飛んでいた。
エレ助
声 - 真柴摩利
マックンのクラスメート。エレキングの息子で実家は電気店。マックンと校内で光線技で対決したが、自身が放つ放電光線で階段の一部を破壊してしまった。自身の校則違反をばらしたバル夫を「裏切り者」呼ばわりし尾の電撃攻撃で痺れさせるが、彼の父親であるバルタン星人に殴られた。第4話では、父親の仕事に同行していた。
ヒド吉
マックンのクラスメート。ヒドラの息子。残した給食を口から吐く火で炎上させていた。
ミニトータス
声 - 神代知衣
マックンのクラスメート。キングトータスとクイントータスの息子。動作は鈍くバスケは苦手だが、剣道は得意でマグマ星人と対決した。最終的には甲羅に引っ込み、自らが竹刀となった。
シー子
マックンのクラスメート。シーゴラスとシーモンスの娘。
マグマ星人
声 - 塩屋翼
マックンのクラスメート。ミニトータスとの剣道対決で序盤では苦戦するも、隠し持っていたサーベルの先端からレーザー光線を発射し、最終的にはマグマサーベルで乱闘した。これには80先生もあきれていた。第5話では、女性として別の個体もアイドルグループとしてTV番組に登場している。
他の生徒たち
カネゴン、ピグモン、ギャンゴ、ダダ、ジャミラ、メトロン星人、ケムール人、ガンダーが登場。

### その他の住人・登場人物
ゼットン
声 - 二又一成、小林通孝（第5話のみ）
ウルトラの国の警官。本作では穴の部分に眼球がはっきりと描かれている。
空を飛んだり、光線を発射したりするウルトラマンからたびたび罰金（第1話では合計21万円）を徴収し、減点を行う。毎回罰金を払っているという理由で車を売り付けようとしたウルトラマンに対し「パトカーがあるので不要」「あの金は俺の懐に入ってるわけじゃない」と、セールスを拒否した。かつての強敵であるゆえか、ウルトラマンにとっては最も頭が上がらない存在である様子。
ウー子とカネゴンの結婚式にも参加したが、ウー子がカネゴンとの結婚を拒否した際には驚いていた。なお、盆踊りで踊っている別個体も登場。
サドラ
声 - 小林通孝
車掌として登場。また、すくすくスクールの生徒としても一瞬登場している。切符を挟む際に誤ってウルトラマンの手を挟んでしまったため謝罪する。ウルトラマンによると「毎日」とのことである。第5話ではウー子とカネゴンの結婚式の客として登場していた。なお、盆踊りで踊っている別個体も登場。
ナックル星人
駅構内の改札口でウルトラマンの後方に並んでいた。

ダダ
声 - 塩屋翼
列車内でスリを働いていたが、ピグモンが放り出したバナナの皮で転倒。その拍子にウルトラマンの手に盗んだ財布などが渡り、その罪を擦り付けることに成功した。これによってウルトラマンは完全に濡れ衣を着せられ、他人に信頼される自信を失ってしまい列車から逃げ出した。車内を移動している際には原作テレビシリーズと同様にA・B・Cと目付きが変化して行く。すくすくスクールの保護者の別個体も登場している。オープニングではバイクを操るチンピラとして登場している。
ザンボラー
声 - 郷里大輔（第1話）、二又一成（第5話）
列車の乗客とモタモタモーターズの社員として登場。激怒すると背びれから熱い熱を発光する。第1話では車内をうろついていたウルトラマンをスリと誤解し、激しく責め立てた。第3話では盆踊りで踊っている。第5話でウー子とカネゴンの結婚式の客として登場していた。ウー子がカネゴンとの結婚を拒否した際「冗談じゃねぇ、とっとと帰ろうぜ」と愛想を尽かした。オープニングではメスも登場しているが、本編では男のみ登場。
ギガス
声 - 梅津秀行
列車の乗客として登場。また、すくすくスクールの生徒としても一瞬登場している。第1話では車内をうろいていたウルトラマンをスリと誤解し、激しく責め立て、ウルトラマンの手にダダが窃盗した財布が渡った時は疑っていた。常にラジカセ付属のイヤホンを肌身離さず装着している。また、歌うと吹雪が発生する。第3話では盆踊りで踊っている。
ケムラー
声 - 塩屋浩三（第1話）、塩屋翼（第5話）
列車の乗客とウー子とカネゴンの結婚式の客として登場。第1話では車内を彷徨いていたウルトラマンに対してスリと誤解し、激しく責め立てた。第5話では、カネゴン（後にウルトラマン）とウー子の結婚を祝福した。とても口が臭い。
メトロン星人
声 - 真柴摩利
列車の乗客として登場。車内でウルトラマンの足を踏んでいた。その後スリと誤解され、抵抗したウルトラマンに対し、頷いていた。しゃべると赤い結晶体が発光する。すくすくスクールの保護者としても登場している。第5話ではウー子とカネゴンの結婚式の客として登場。
ミイラ人間
声 - 坂本千夏
列車の乗客として登場。電車内でウルトラマンの尻を触り、壁をぶち壊した彼にウィンクした。その後、車内をうろいていたウルトラマンをスリと誤解し、激しく責め立てた。一人称は「あっし」。
ポール星人
声 - 塩屋翼
列車の乗客として登場。普段は宙に浮いているが、車内で空いている席に着席しようとしたウルトラマンを退け、彼に「ただ浮かんでいる奴になぜ席が必要なんだ」ともっともな発言をぶつけられる。
列車に乗車している怪獣、宇宙人
メフィラス星人、バキシム、キーラ、ナース、ヒッポリト星人、ザゴラス、ブルトン、タイショー、タガール、アクマニア星人（隕石）、ノーバ、チブル星人、ロボピグ、ブラコ星人、タッコング、セブンガー、ナギラ、ボーグ星人、バリケーン、ピッコロ、キングマイマイ、イカルス星人、シーゴラス、ペガッサ星人、ワイルド星人、ペギラ、シーボーズ、ネロンガ、ガッツ星人、ムルチ、ブラックキング、レッドキング（男性）、ババルウ星人、ナメゴン、ブースカ、ガブラなどが登場。
M1号
声 - 神代知衣
居酒屋の店長。ウルトラマンに「秋刀魚が生焼け」と文句を付けられ、「忙しいんだから我慢してよ」と返答する。第5話ではウー子とカネゴンの結婚式の客として登場していた。
ドラコ
声 - 梅津秀行
ドラカズの父。廊下を飛んではいけないという校則に不満を抱いており、授業参観に訪れた際に80先生に「空を飛んじゃいけない規則が気に入らねぇんだ」と真っ先に文句を付けた。さらに自分の羽を団扇ではないと怒鳴りつけた。その後、他の父親らと共に80先生に襲い掛かるが、最終的にウルトラマンに成敗された。列車内の客としても登場。
エレキング
声 - 田中和実
エレ助の父。江戸っ子気質。電気屋を営んでおり、授業参観に訪れた際に「電気屋の息子が放電光線を禁止されちゃ、商売手伝えねえじゃねえか」と80先生に文句を付けたが、最終的にウルトラマンに成敗されている。
第4話で、ウルトラマンが仕事に同行した際に火災報知器のランプを誤って破壊してしまったが、その後ランプの代わりを務めたウルトラマンの熱意に心を打たれ、彼から車を購入した。レオの演経営する歌手の客やウー子とカネゴンの結婚式の客や列車内の客としても登場している。オープニングでは息子と共に放電光線で線香花火をし、ウルトラ一家を痺れさせた。
ヒドラ
声 - 小林通孝
ヒド吉の父。息子の授業参観に訪れた際、息子の吐いてくれた火でタバコを吸ってみたいと前々から思っていた為、80先生に文句を付けるが、最終的にウルトラマンに成敗されている。列車内の客としても登場。
ガンダー（父親）
声 - 二又一成
息子の授業参観に訪れた際、ドラコ同様、廊下を飛んではいけないという校則に対して不満を抱いており、「この羽は一体何のために付いてると思ってんだ」と80先生に文句を付けた。その後、他の父親らと共に80先生に襲い掛かるが、最終的にウルトラマンにウルトラ水流を掛けられ成敗されている。列車内の客としても登場。
マグマ星人（両親）
声 - 梅津秀行（父親）、坂本千夏（母親）
夫婦で息子の授業参観に訪れた。父親は規則に厳しい80先生に「たかが教師の癖に、親に断りもなく子供に指図するな」と文句を付け、他の父親らと共に80先生に襲い掛かるが、最終的にウルトラマンに成敗された。母親はミニトータスとの剣道で苦戦する息子の姿を見て「不公平だと思いません？」と抗議した。両者とも口の部分が露出している。
キングトータスとクイントータス
声 - 梅津秀行（キングトータス）、坂本千夏（クイントータス）
ミニトータスの両親で、授業参観に訪れた際にバスケに苦戦する息子の姿を見て80先生に「不公平ではありませんか。せっかくの授業に来たんだ、うちの子の得意な種目をやってくださいよ」と抗議した。キングトータスは列車内の客としても登場。
シーゴラスとシーモンス
声 - 小林通孝（シーゴラス）
シー子の両親で、娘の授業参観に訪れた。シーゴラスは列車内の客としても登場。
オルフィ、ラゴン、コロ星人
すくすくスクールの音楽室に肖像画が飾られていた（オルフィはきれいな声で歌を歌う、ラゴンは音楽を聴くと大人しくなる、コロ星人は音楽好きという設定のため）。
盆踊りで踊っている怪獣、宇宙人
アシュラン、ジヒビキラン、モチロン、イダテンラン、ベロン等が踊っている。太鼓はメトロン星人、笛はノンマルト。
ジラ子
声 - 坂本千夏
ジラースの女性でウルトラマンの元恋人。ウルトラマンが都会に旅立つ際に告げた「大企業の社長になって君を迎えに来る」という約束を信じて彼を待っていた。しかし、他の女性と結婚していた上、まだ社長になっていないウルトラマンは嘘をついてしまう。ウルトラマンを「トラちゃん」と呼び慕う。結婚式の客としても登場しているが、この時は特にウルトラマンに対して言及も絡みもしなかった。なお、列車内の客としても登場。
ゴドラ星人
声 - 梅津秀行
喫茶ゴドラの店長。火災報知器の立ち入り検査の際は、破損したランプの代わりを務めていたウルトラマンに「スイッチオーン! スイッチオーフ!」と合図を送り、ファイヤー星人には昔はボーイスカウトで叫ぶ癖があったと誤魔化した。
ファイヤー星人
声 - 郷里大輔
消防庁隊員。第4話で火災報知器の立ち入り検査のため、喫茶ゴドラを訪問した。火災報知機のランプ（ウルトラマン）がしゃべっているのに対し驚く。オープニングでは2匹のザンボラーが出している炎をウルトラマンと共に消火していたが消えなかった。
ケムール人
声 - 二又一成
車販売店の店長として登場。車を売り付けようとしたウルトラマンを「うちじゃ売るほどあるんだ、売るほど」と追い出した。すくすくスクールの保護者と列車内の客としても登場した。
一の谷博士
第5話で（ケンタッキーのカーネルサンダースの人形）人形として登場。
ピット星人
声 - 坂本千夏、真柴摩利
第5話でドレスの買い物をしていた所をカネゴンにナンパされたが、変態呼ばわりし彼を殴打する。原作テレビシリーズと同様2人存在する。
ゴーロン星人
声 - 山田栄子
バーで号泣していた所をカネゴンに慰められたが、花束で叩いた。
ゴース星人、ダンガー、ミクラス
お見合い写真として登場。ダンガーは第4話ではオスとして別の個体もタッコングと共に喫茶ゴドラの客として登場。
ウー
声 - 郷里大輔
モタモタモーターズの取引先「ウーカンパニー」の専務で、ウー子の父親。猛吹雪を発生させる能力を備えている。結婚式ではウルトラマンに惚れたウー子の気持ちを考慮し、また、会社側の信頼を損失しないためにもバルタン星人と共にウルトラマンと結婚させようとした。元々の結婚相手であるカネゴンに文句を付けられると、「君はちょっと黙っててくれ、式が終わるまでそこで休んでてくれ」と雪の中に埋めた。しかしウルトラマンがウー子との結婚を拒んだために信頼を失ってしまい、バルタン星人共々娘が発生させた雪の中に埋まってしまった。
ウー子
声 - 神代知衣
ウーの一人娘。父親と同様、猛吹雪を発生させる能力を備えている。カネゴンのお見合い相手として招待されたが、ウルトラマンに惚れてしまう。しかしウルトラマンに「（ウー子を妻として一生愛することを）誓えるわけない」と断られ、悲しみながら発生させた雪の中に周りの客を埋めてしまった。その後カネゴンに説得されるも、花束で彼を殴り雪の中に埋めて去っていった。第1話では駅構内の改札口の前に登場。オープニングでは水着を着ており、ウルトラマン一家をギャンゴのカキ氷屋ごと雪の中に埋めた。
キングジョー
声 - 塩屋翼
結婚式の神父として登場した。
星人ブニョ
灸師として登場。ウルトラマンキングにお灸を据えていた。前掛けが垂れた状態での登場。
ニセウルトラマン / ザラブ星人
声 - 田中和実（ザラブ星人）、田中秀幸（ニセウルトラマン）
ウルトラマンの偽者。かつて地球での戦いでウルトラマンに敗れたことに対して激しい増悪を燃やし、その恨みを晴らすため、彼に成り済まし財産を独り占めしようと企み、会場で乱闘騒ぎを起こした罪を擦り付けることに成功した。しかし逃げようとしたところをウルトラの父とウルトラの母に目撃され、ウルトラマンキングの洗礼光線によって正体を見破られてしまい、謝罪しながら逃げ帰っていった。
本編ではニセウルトラマンとしか呼ばれていない。キングへのプレゼントには、「モナリザの苦笑い（モデルはババルウ星人）」という幻の名画を持参した。なお、ザラブ星人の声は加工されている。
ナレーター
声 - 富山敬
声のみ登場で、素顔は一切登場しない。ウルトラマンに毒舌を吐くこともある。

## スタッフ
- 監修：円谷皐
- 脚本：橋本裕志
- 監督：笹川ひろし
- キャラクターデザイン：二宮常雄、楠本祐子、近藤高光
- 絵コンテ：笹川ひろし、香川豊、上妻晋作、大雷太、遠藤克美
- 演出：友田政晴、佐々木勝利
- 作画監督：楠本祐子、上村栄司、近藤高光
- 美術監督：松本真奈美、西倉力
- 撮影監督：佐野禎史
- キャラクター設定：山羽二貴（レイアップ）
- モンスターキャスティング：青柳宇井郎（円谷プロ）
- 音楽：円谷音楽出版
- 音楽プロデューサー：玉川静
- 音響監督：松浦典良
- プロデューサー：浅賀孝郎（バンダイ）、江藤直行（円谷プロダクション）、尾崎正善（円谷プロ）、梅崎浩志（ぴえろ）
- 企画・制作：バンダイ、円谷プロダクション
- 制作著作：円谷プロダクション

## 作品リスト
1.通勤電車でシュワッチ!
ある日、出勤のため早起きしたウルトラマン。歯を磨き、ナンダミンをし、目を磨き、新聞を読みながらトイレへ向かう。しかし、トイレが長引いたために遅刻しそうになってしまう。空を飛んで会社に向かうものの、警官のゼットンに発見され、8万円もの罰金を支払う羽目になってしまう。ウルトラの星の憲法には、公園以外の場所で空を飛んではならない規則が存在するのである。やむなく電車に乗って会社に向かうウルトラマンだったが、その後も彼に様々な災難が降りかかる。
2.授業参観でシュワッチ!
ウルトラマンの息子、マックンが通学する小学校、「すくすくスクール」は校則が厳格に定められている（廊下を飛んではいけない、残した給食を火炎で焼いて誤魔化してはいけない、校内で光線技を使ってはいけない等）が、毎回生徒達による校則違反が後を絶たず、このことで80先生は頭痛に見舞われる。その翌日に授業参観が開催され、学活の授業で生徒の父親らが80先生に抗議し、やがて乱闘騒ぎに発展する。
3.生まれ故郷でシュワッチ!
都会で疲れた心を癒すために、ウルトラマン一家は実兄ゾフィーの実家へ里帰りする。その後、兄の勧めで牛車に乗り、生まれ故郷を回ることにする。
4.セールスでシュワッチ!
このところウルトラマンは車のセールスに伸び悩んでいた。一度は転職を考えるものの、社内のアイドルのレッドキングに激励され、一気に気合が入った。数日後、ウルトラマンはエレキング親子の仕事に同行するが、喫茶ゴドラにてエレキングが誤って火災報知器のランプを破壊してしまう。しかもその日は、消防署からファイヤー星人が火災報知器のチェックに訪れる日だったため、ゴドラ星人とエレキングは困り果てる。
5.怪獣見合でシュワッチ!
ウルトラマンの会社の後輩、カネゴンは独身。そのため、ウルトラマンはカネゴンのお見合いをセッティングすることにする。その結果選ばれたのが「モタモタモーターズ」の取引先の「ウーカンパニー」の専務の娘・ウー子だった。数日後、2人はお見合いをするが、ウー子はウルトラマンをお見合い相手だと勘違いしてしまい、後々大騒動に発展する。
6.相続争いでシュワッチ!
ウルトラの国一番の大金持ちがいた。彼の名はウルトラマンキング。彼の誕生日パーティーに数多くのウルトラ戦士が出席するのだが、ウルトラマンはニセウルトラマン（ザラブ星人）に拘束され、家の冷蔵庫に閉じ込められてしまう。パーティー会場に現れたニセウルトラマンは、パーティーのもう一つの目的は莫大な財産の相続者を決めることであると皆に告げ、それが原因で乱闘騒ぎに発展する。一方その頃、ウルトラマン家では本物のウルトラマンが救出され、一家揃って急いでパーティー会場に向かうことになる。パーティーの乱闘はニセウルトラマンが勝利するが、一部始終を見ていたキングはウルトラマンにだけは財産をびた一文もやらないと激怒。逃亡するニセウルトラマンは皆に追いかけられる。そして、無人になったパーティー会場に本物のウルトラマンと妻子が訪れるも、本物のウルトラマンはパーティー会場に戻ってきた他のウルトラ戦士から「あれだけ汚いことをしておきながらまだとぼける気か!?」「恥ずかしくないんですか!?」等と責められてしまう。